# Cuve/Kuype
Die Cuve, oder niederländisch Kuip, in alter Schreibweise Kuype, ist eine Zone um die mittelalterliche Stadt Brüssel, in der Brüsseler Stadtrecht, Gerichtsbarkeit und Freiheiten (la franchise) galten, und die in ihrer Vollform acht Gemeinden umfasste. Ab dem 17. Jahrhundert findet sich auch die Bezeichnung les Cuves.
Der Begriff wird abgeleitet von la cuve, dem Bierfass, oder der Bier-Küpe (vgl. ndl.: Kuype), für die von der Stadt Brüssel erhobenen Biersteuer (auch wenn der biersteuerpflichtige Bereich nicht mit Ausdehnung der Cuve/Kuype übereinstimmte).

## Ausdehnung
Im Mittelalter war es im Bereich des Heiligen Römischen Reichs gebräuchlich, dass der Landesfürst Städten im Austausch für Loyalität und Dienste, teilweise gegen Bezahlung, Rechte und Freiheiten verlieh, zu denen auch etwa das Stadtrecht, das Marktrecht, das Braurecht und das Zollrecht zählten, aber auch das Recht zur Kontrolle umliegender Weiler und Dörfer, die im Bannkreis (oder im französischsprachigen Bereich: Banlieue) der Stadt lagen, die sog. franchise, oder in Brüssel auch libertas oder vriheyt genannt.
Die Ursprünge der Brüsseler franchise sind nicht bekannt, aber bereits in der ersten Aufzeichnung 1215 zählten Saint Josse-ten-Noode und Teile der heutigen Gemeinde Ixelles dazu, jedoch nicht die Gemeinde von Boondaal/Boondael, die früher eigenständig war und zur Ammenie von Uccle gehörte.
Etwa gegen 1215 verlieh der Herzog von Brabant auch der Gemeinde Saint Gilles, damals Opbrussel genannt, ebenfalls eine eigene franchise, die bis in das heutige Stadtzentrum von Brüssel hineinragte, bis zum alten Leprosorium Saint-Pierre, aus dem sich das heutigen Universitätskrankenhaus Saint Pierre entwickeln sollte, das aber damals nördlich der heutigen Klinik an der rue Haute lag. Mit herzoglichem Dekret vom 14. Februar 1296 annektierte Brüssel dann Saint-Gilles und seine franchise ging in der von Brüssel auf.
Am Anfang des dreizehnten Jahrhunderts gewann Brüssel deutlich an Macht und Einfluss, und so folgten weitere Annexionen:
- Schaerbeek 1301
- Molenbeek zwischen 1286 und dem ersten Viertel des vierzehnten Jahrhunderts
- Laeken/Laken 1331
- Anderlecht und Forest 1394 im Abstand von einem Monat

Zumindest für die Annexionen von Anderlecht und Forest gibt es deutliche Hinweise, dass diese durch die finanzielle Unterstützung der brabantischen Herzogin Johanna seitens des Brüsseler Magistrats zustande kam.
Mit der Annexion von Anderlecht ist auch die Geschichte um den Brüsseler Beigeordneten (échevin/scheppen) Everard ’t Serclaes verbunden. Dessen Gegner war seit der Befreiung Brüssels von einer flämischen Besatzung Sweder d’Abcoude, Seigneur de Gaesbeek, eines Schlosses im Süden Brüssels in der heutigen Gemeinde Lennik. Dieser wollte seiner Herrschaft Anderlecht unterordnen, was t’Serclaes zu verhindern wusste, dabei aber in einem Hinterhalt tödlich verletzt wurde. Daraufhin belagerten Brüsseler Truppen das Gaesbeeker Schloss, und erst durch Einschreiten der Herzogin Johanna wurde ein Vergleich geschlossen, nach dem Anderlecht und Forest zu Brüssel gelangten.
Nach 1394 änderte sich diese franchise von Brüssel bis zum Ende des Ancien Régime 1795 nicht mehr.
Die Cuve/Kuype erreichte nie die Größe der heutigen Region Brüssel-Hauptstadt und die aufgeführten acht Gemeinden sind nicht deckungsgleich mit den heutigen Gemeinden, die erst 1795 unter der französischen Besatzung ihre heute noch weitgehend gültige Form bekamen. Alle übrigen Gemeinden der heutigen Hauptstadtregion gehörten nicht zum Cuve/Kuype und unterstanden zu großen Teilen dem Amman von Uccle.
Trotzdem hatte die Stadt Brüssel auch im weiteren Umkreis über die Cuve/Kuype hinaus Sonderrechte, so dass der Akzise unter anderem auf Bier und auf die Schankerlaubnis, die auch in Berchem-Sainte-Agathe, Jette, Evere, Woluwe-Saint-Lambert, Woluwe-Saint-Pierre, Boondael (heute Teil von Ixelles) und Uccle erhoben wurde und dadurch die Stadt und ihre Cuve/Kuype vor Konkurrenz schützte.
Es ist nicht bekannt, aus welchen Gründen das direkt benachbarte Etterbeek nie Teil des Cuve/Kuype war. Dort hatten jedoch zahlreiche Adlige ihre Landsitze errichtet, und Etterbeek unterstand während des gesamten Ancien Régime der Herrschaft von Rhode-Saint-Genèse und der Ammanie (Gerichtsbarkeit) von Watermael (zu der auch die Gemeinden von Boitsfort, Auderghem, Kraainem und Woluwe-Saint-Pierre gehörten). Ab dem vierzehnten Jahrhundert musste es allerdings wie andere Gemeinden auch eine Biersteuer an die Stadt Brüssel zahlen.

## Rechte
Im Bereich des Cuve/Kuype galt die Brüsseler Jurisdiktion, ausgeführt durch einen lokalen „Amman“ (vom Herzog ernannter Amtmann), weshalb die Cuve/Kuype manchmal auch als Ammanie de Bruxelles bezeichnet wird. Alle Bewohner hatten Stadtrechte und der Brüsseler Magistrat war für die gesamte franchise zuständig. Die Bewohner mussten ihre Steuern, den Zehnt, an die Stadt Brüssel abliefern, unterlagen auch dem Ständewesen und Handwerker mussten damit Mitglieder der Brüsseler Zünfte sein.
Die Bewohner des Cuve/Kuype profitierten aber auch von den städtischen Einrichtungen und Diensten wie:
- dem Unterhalt der Wasserwege und Deiche
- der Cautsijde zur Unterhaltung und zum Ausbau der Chausseen/Landstraßen
- der Vondelingshersse, der Waisen- und Findlingsversorgung
- dem meerer, dem städtischen Katasterdienst und Geometer
- der Regelung und Kontrolle von Maßen und Gewichten
- dem städtischen Hospiz- und Krankenhauswesen

Zur Verwaltung der Weiler im Cuve/Kuype wurden jeweils regeerder oder vorster in den acht Dörfern bestellt, die vor Ort die Tagesgeschäfte leiteten. Oftmals waren dies Mitglieder des dörflichen Kleinadels, etwa der lokale Burgherr (Seigneur châtelain).

## Aufhebung derCuve/Kuype
Mit Dekret vom 31. August 1795 (oder nach dem französischen Revolutionskalender: 14 Fructidor III) wurde die Cuve/Kuype durch den Wohlfahrtsausschuss der ersten französischen Republik aufgelöst. Hiermit wurde der Beschluss zur Aufhebung feudaler Strukturen auch auf Brüssel angewandt, der von der konstituierenden französischen Nationalversammlung in der Nacht vom 4. August 1789 auf Initiative des Bretonischen Klubs durchgebracht wurde. Damit verlor die Stadt Brüssel erhebliche Finanzmittel und ihre regionale Vormachtstellung.
Direkt nach Abzug der Franzosen 1814 gab es im Königreich der Vereinigten Niederlande erste Bestrebungen, die alte Cuve/Kuype wiederherzustellen, dies wurde aber nie verwirklicht. Auch nach der Unabhängigkeit Belgiens gab es mehrere erfolglose Versuche, die Cuve/Kyupe wiederherzustellen.
Im Jahr 1836 beschloss der Gemeinderat der Stadt Brüssel einstimmig eine Initiative, mit den Gemeinden des alten Cuve/Kuype zu fusionieren. Erst 1853 stimmte die belgische Regierung diesem Vorhaben zu und reichte einen Gesetzesentwurf ein. Dieser wurde dann jedoch ein Jahr später vom Parlament abgewiesen, wie auch spätere Gesetzesvorlagen. Die katholische Parlamentsmehrheit fürchtete, dass das liberale Brüssel zu viel Einfluss gewinnen könnte. Abgeordnete aus anderen Landesteilen wollten zudem den Einfluss Brüssels im Vergleich zu anderen Städten nicht gestärkt sehen.
Auch die den Brüsseler Stadttoren vorgelagerten Vorstädte (faubourgs) wurden nicht Brüssel, sondern den nun selbständigen Gemeinden der ehemaligen Cuve/Kuype zugeschlagen. So wurde beispielsweise die Faubourg de Namur Teil von Ixelles, die Faubourg de Louvain sowie die Faubourg de Cologne (Kölner Vorstadt) Teil von Saint Josse ten Noode und die Faubourg Saint-Martin (auch Faubourg de Flandre genannt) Teil von Molenbeek.
Hingegen konnte die Stadt Brüssel dann ab 1863 im Rahmen der urbanen Ausbreitung und der Entwicklung der hauptstädtischen Aktivitäten Stadtteile anderer Gemeinden annektieren. Die erste Erweiterung erfolgte 1863 mit dem Quartier Léopold, das Teil des heutigen Europaviertels ist, die letzte dann 1925, als Teile Jettes für das neue Universitätskrankenhaus Brugmann und die spätere Cité Modèle annektiert wurden. Im Jahre 1921 wurden mit Laeken/Laken, Haren und Neder-Over-Heembeek auch drei Gemeinden komplett annektiert.